# Elizabeth FitzClarence
Lady Elizabeth Hay, contessa di Erroll (nata Elizabeth FitzClarence; Londra, 17 gennaio 1801 – Edimburgo, 16 gennaio 1856) è stata una nobildonna inglese, figlia illegittima di Guglielmo IV del Regno Unito e della sua amante Dorothea Jordan.

## Biografia
Elizabeth FitzClarence nacque il 17 gennaio 1801 a Londra, come sestogenita e terza femmina del futuro Guglielmo IV del Regno Unito, all'epoca Duca di Clarence, e della sua amante, l'attrice Dorothea Jordan, da cui avrebbe avuto un totale di dieci figli. Come per tutte le sue figlie, Guglielmo la chiamò in onore di una delle sue sorelle, in questo caso Elisabetta di Hannover.
Sebbene impossibilitati a sposarsi o ad ottenere la legittimazione della prole, Guglielmo e Dorothea vissero per molti anni come una coppia sposata e devota ai figli, prima a Clarence Lodge fino al 1797 e poi a Teddington (Bushy House) fino al 1807. La coppia si separò nel 1811, quando Guglielmo, oppresso dai debiti, iniziò a ricercare un matrimonio economicamente vantaggioso. Inizialmente, Guglielmo prese con sé i soli figli maschi e concesse a Dorothea la custodia delle figlie e un assegno per mantenerle, ma quando, nel 1814, scoprì che aveva violato i termini del loro accordo tornando a recitare revocò la rendita e prese con sé anche le figlie, facendo inoltre tutto il possibile per impedire loro contatti con la madre. Dopo il 1818, Elizabeth e i suoi fratelli furono accolti e allevati dalla moglie del padre, Adelaide di Sassonia-Meiningen, sposata in quell'anno.
Il 4 dicembre 1820, nella chiesa di San Giorgio a Londra, Elizabeth sposò William George Hay, XVIII conte di Erroll, da cui ebbe un figlio e tre figlie.
Nel 1856, seppur malata, partì dalla Scozia per visitare il fratello Adolphus, in punto di morte, ma morì lei stessa a Edimburgo il 16 gennaio 1856, prima di poterlo raggiungere.

## Discendenza
Da suo marito, ebbe un figlio e tre figlie:
- Ida Harriet Augusta Hay (18 ottobre 1821 - 22 ottobre 1867) - sposò Charles Noel, II conte di Gainsborough, ed ebbero cinque figli;
- William Hay, XIX conte di Erroll (3 maggio 1823 - 3 dicembre 1891);
- Agnes Georgiana Elizabeth Hay (12 maggio 1829 - 18 dicembre 1869) - sposò James Duff, V conte di Fife, ed ebbero sei figli;
- Alice Mary Emily Hay (7 luglio 1835 - 7 giugno 1881) sposò Charles Edward Stuart (1824–1882), noto come Conte d'Albanie e nipote del celebre truffatore John Sobieski Stuart, senza discendenza.

David Cameron, primo ministro inglese dal 2010 al 2016, è un pronipote di Elizabeth FitzClarence.

## Ascendenza
|                                  |                 |                                                 | Genitori                                      |  |  | Nonni |  |  | Bisnonni                      |  |  | Trisnonni                   |  |
|                                  |                 |                                                 |                                               |  |  |       |  |  | Federico, principe del Galles |  |  | Giorgio II di Gran Bretagna |  |
|                                  |                 |                                                 |                                               |  |  |       |  |  | Federico, principe del Galles |  |  | Giorgio II di Gran Bretagna |  |
|                                  |                 | Carolina di Brandeburgo-Ansbach                 |                                               |  |  |       |  |  | Federico, principe del Galles |  |  |                             |  |
| Giorgio III del Regno Unito      |                 |                                                 |                                               |  |  |       |  |  | Federico, principe del Galles |  |  |                             |  |
|                                  |                 | Augusta di Sassonia-Gotha-Altenburg             | Federico II di Sassonia-Gotha-Altenburg       |  |  |       |  |  |                               |  |  |                             |  |
|                                  |                 | Augusta di Sassonia-Gotha-Altenburg             | Federico II di Sassonia-Gotha-Altenburg       |  |  |       |  |  |                               |  |  |                             |  |
|                                  |                 | Augusta di Sassonia-Gotha-Altenburg             | Maddalena Augusta di Anhalt-Zerbst            |  |  |       |  |  |                               |  |  |                             |  |
| Guglielmo IV del Regno Unito     |                 | Augusta di Sassonia-Gotha-Altenburg             |                                               |  |  |       |  |  |                               |  |  |                             |  |
|                                  |                 | Carlo Ludovico Federico di Meclemburgo-Strelitz | Adolfo Federico II di Meclemburgo-Strelitz    |  |  |       |  |  |                               |  |  |                             |  |
|                                  |                 | Carlo Ludovico Federico di Meclemburgo-Strelitz | Adolfo Federico II di Meclemburgo-Strelitz    |  |  |       |  |  |                               |  |  |                             |  |
|                                  |                 | Carlo Ludovico Federico di Meclemburgo-Strelitz | Cristiana Emilia di Schwarzburg-Sondershausen |  |  |       |  |  |                               |  |  |                             |  |
| Carlotta di Meclemburgo-Strelitz |                 | Carlo Ludovico Federico di Meclemburgo-Strelitz |                                               |  |  |       |  |  |                               |  |  |                             |  |
|                                  |                 | Elisabetta Albertina di Sassonia-Hildburghausen | Ernesto Federico I di Sassonia-Hildburghausen |  |  |       |  |  |                               |  |  |                             |  |
|                                  |                 | Elisabetta Albertina di Sassonia-Hildburghausen | Ernesto Federico I di Sassonia-Hildburghausen |  |  |       |  |  |                               |  |  |                             |  |
|                                  |                 | Elisabetta Albertina di Sassonia-Hildburghausen | Sofia Albertina di Erbach-Erbach              |  |  |       |  |  |                               |  |  |                             |  |
| Elizabeth FitzClarence           |                 | Elisabetta Albertina di Sassonia-Hildburghausen |                                               |  |  |       |  |  |                               |  |  |                             |  |
|                                  | Nathaniel Bland | James Bland                                     |                                               |  |  |       |  |  |                               |  |  |                             |  |
|                                  | Nathaniel Bland | James Bland                                     |                                               |  |  |       |  |  |                               |  |  |                             |  |
|                                  | Nathaniel Bland | Lucy Brewster                                   |                                               |  |  |       |  |  |                               |  |  |                             |  |
| Francis Bland                    | Nathaniel Bland |                                                 |                                               |  |  |       |  |  |                               |  |  |                             |  |
|                                  |                 | Lucy Heaton                                     | Francis Heaton                                |  |  |       |  |  |                               |  |  |                             |  |
|                                  |                 | Lucy Heaton                                     | Francis Heaton                                |  |  |       |  |  |                               |  |  |                             |  |
|                                  |                 | Lucy Heaton                                     | Elizabeth Curtis                              |  |  |       |  |  |                               |  |  |                             |  |
| Dorothea Jordan                  |                 | Lucy Heaton                                     |                                               |  |  |       |  |  |                               |  |  |                             |  |
|                                  |                 | …                                               | …                                             |  |  |       |  |  |                               |  |  |                             |  |
|                                  |                 | …                                               | …                                             |  |  |       |  |  |                               |  |  |                             |  |
|                                  |                 | …                                               | …                                             |  |  |       |  |  |                               |  |  |                             |  |
| Grace Phillips                   |                 | …                                               |                                               |  |  |       |  |  |                               |  |  |                             |  |
|                                  |                 | …                                               | …                                             |  |  |       |  |  |                               |  |  |                             |  |
|                                  |                 | …                                               | …                                             |  |  |       |  |  |                               |  |  |                             |  |
|                                  |                 | …                                               | …                                             |  |  |       |  |  |                               |  |  |                             |  |
|                                  |                 | …                                               |                                               |  |  |       |  |  |                               |  |  |                             |  |